# Autonomia strategiczna
Autonomia strategiczna – suwerenność realizacji racji stanu i przyjmowania preferowanej przez siebie polityki zagranicznej bez silnego uzależnienia od innych państw obcych.
Autonomia strategiczna w kontekście europejskim oznacza zdolność Unii Europejskiej do niebycia nadmiernie zależnym od Stanów Zjednoczonych, obrony Europy i podejmowania działań militarnych w celach strategicznych, polegających na zapewnieniu autonomii politycznej niezależnej od polityki zagranicznej USA.
W kwietniu 2023, po trzydniowej wizycie państwowej w Chinach, prezydent Francji Emmanuel Macron wezwał UE do zmniejszenia zależności od Stanów Zjednoczonych, aby uzyskać europejską autonomię strategiczną od Waszyngtonu i uniknąć wciągnięcia w konfrontację między USA a Chinami w sprawie Tajwanu. Macron opowiadał się również za tym, aby Europa stała się „trzecim supermocarstwem”. Według Macrona Europa powinna skupić się na wzmacnianiu własnego przemysłu obronnego i zmniejszeniu zależności od eksterytorialności dolara amerykańskiego.